# Freychenet

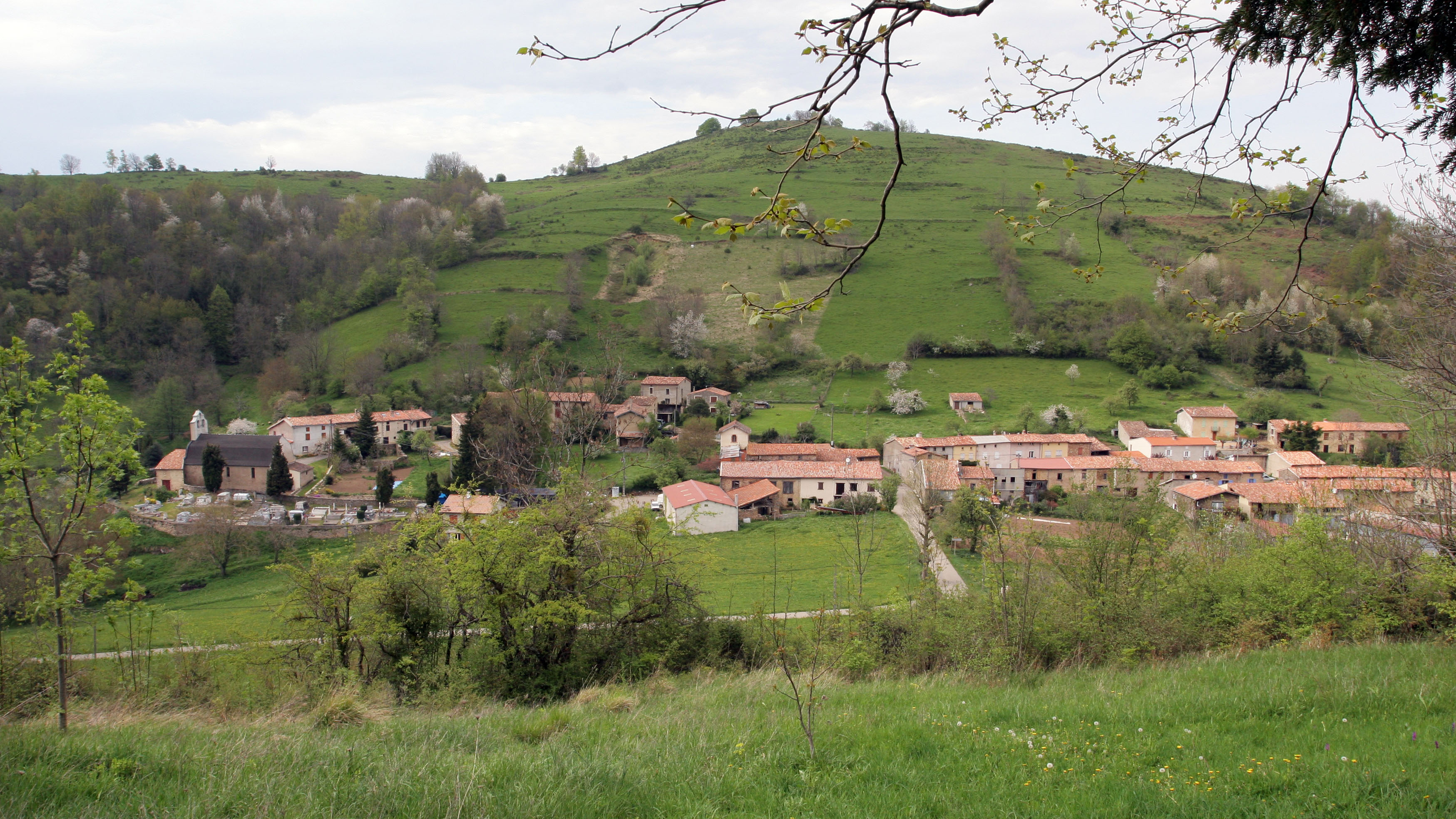
Freychenet (2007)

Freychenet (okzitanisch Freissenet) ist eine französische Gemeinde mit 82 Einwohnern (Stand 1. Januar 2022) im Département Ariège in der Region Okzitanien. Sie gehört zum Arrondissement Pamiers und zum Kanton Pays d’Olmes.
Nachbargemeinden sind Celles im Nordwesten, Nalzen im Norden, Montferrier im Osten, Cazenave-Serres-et-Allens im Süden und Saint-Paul-de-Jarrat im Westen. Das Gemeindegebiet wird im Osten vom Fluss Douctouyre durchquert, im Westen verläuft der Sios.

## Bevölkerungsentwicklung
| Jahr                       | 1962 | 1968 | 1975 | 1982 | 1990 | 1999 | 2008 | 2016 |
| -------------------------- | ---- | ---- | ---- | ---- | ---- | ---- | ---- | ---- |
| Einwohner                  | 157  | 94   | 83   | 76   | 66   | 83   | 98   | 91   |
| Quellen: Cassini und INSEE |      |      |      |      |      |      |      |      |